# Preseglie
Preseglie là một đô thị thuộc tỉnh Brescia trong vùng Lombardia ở Ý. Đô thị này có diện tích 11 km², dân số 1472 người.
Đô thị này giáp với các đô thị sau: Agnosine, Barghe, Bione, Odolo, Sabbio Chiese, Vestone.